# 藤井寺球場
藤井寺球場（ふじいでらきゅうじょう）は、かつて大阪府藤井寺市にあった野球場。近畿日本鉄道（近鉄）の関連会社である近鉄興業が保有・管理を担当していたが、2005年1月末をもって閉鎖され、2006年8月に解体された。近鉄南大阪線藤井寺駅南口の大阪阿部野橋駅寄り線路沿いにあった。

## 歴史
1925年、大阪鉄道（大鉄）が造園学者の大屋霊城に依頼し、郊外の沿線である大阪府南河内郡藤井寺村大字岡（現・藤井寺市春日丘）に住宅地や自然体験学習のための花卉園や果樹園を備えた「藤井寺教材園」、相撲場などのスポーツ施設を備えた「藤井寺経営地」の計画を立案。1924年に阪神電気鉄道が建設した甲子園大運動場（現在の阪神甲子園球場）が全国中等学校優勝野球大会の舞台として人気を博していたことから、この経営地に野球場を建設することとした。合資会社錢高組が施工し、1927年11月11日に起工、1928年5月25日に竣工した。5月27日、海軍記念日に併せて開場式が行われ、飾磨（兵庫）対教業（京都）という尋常小学校の試合を皮切りに、計4試合が記念試合として行われた。
当時の敷地面積は甲子園をしのぐ18,000坪（約59,504m2）。総工費は約70万円。両翼ポール際まで大鉄傘に覆われた内野席と芝生の外野席を合わせた収容人員は7万人とされた。なお、藤井寺球場開場の翌1929年に甲子園は大運動場から球場への改修工事を開始し、同年2月に外野に芝を張り、同年7月にアルプススタンドを増設し、1931年7月にアルプススタンドにも鉄傘を拡張したという経緯がある。
大鉄および大鉄を吸収した関西急行鉄道（関急）が球団を創設しなかったこともあって、戦前は主にアマチュア野球で使用され、1931年からは全国中等学校優勝野球大会の地方大会である大阪大会の会場としても使用された。戦時中は、鉄材供出のために大鉄傘が1943年7月2日から解体されて姿を消し、球場は若人の錬成道場となった。1944年に関急と南海鉄道（南海）が統合され近畿日本鉄道（近鉄）となり、南海の球団である南海軍も近畿日本軍となったが、関急と南海はもともと接点がない企業どうしだったため、南海は1947年に近鉄から離脱している。なお、藤井寺球場のプロ野球公式戦初開催は1946年で、4試合行われたが、近畿日本軍改めグレートリングの試合よりも甲子園がGHQに接収されて使えない大阪タイガースの試合のほうが多かった。このうち5月3日に藤井寺球場で行われた大阪タイガース対東京巨人軍の試合は、戦後初の伝統の一戦となった。
近鉄は1949年の2リーグ分裂時に自前の球団を創設し、翌年のリーグ開幕に向けて約8000万円をかけてスタンドやグラウンドを改修。1950年から近鉄パールス（後の大阪近鉄バファローズ）の本拠地となった。以降、パールス時代の近鉄の広告では本球場を「パールススタジアム」と称したものもあった。だが、照明設備を備えていない本球場ではナイター開催が不可能であり、近鉄は平日の公式戦をもっぱら大阪スタヂアム（大阪球場、1950年 - 1957年）と日本生命球場（日生球場、1958年 - 1983年）で開催していた。このため、本球場は野球協約に定める専用球場（=本拠地）であった傍ら、長年一軍の試合では週末や祝日のデーゲームしか使われず、実質の本拠地は日生球場であった。
日生球場は大阪市の中心部という立地の良さから、交通の便が良く観客動員も見込むことが可能で、グラウンドと客席の距離が近いメリットもあった。しかし、社会人野球チームを持つ日本生命保険から借用していた球場だったために収容人員が少なく（約20,500人）、グラウンドの狭小さ、暗い照明、トイレやロッカーといった設備が他球場と比較して整っていない等、プロ野球興行に適しているとは言えなかった。このため日本野球機構やパシフィック・リーグが一時的に問題視し、愛知県や三重県などの近鉄沿線の中京地区への移転も検討されたが、愛知県をフランチャイズとする中日ドラゴンズの独占権益侵害やファン分散に繋がる虞から断念せざるを得なかった。
近鉄にとって最も大きな問題は、本球場も日生球場も日本シリーズやオールスターゲームの開催条件とされている「照明設備のある収容人数3万人以上の球場」という条件を満たしていないことであった。実際に近鉄が初のリーグ優勝を果たした1979年と連覇した1980年の日本シリーズは、南海ホークスの本拠地だった大阪球場を借りて開催した（対戦相手は両年とも広島東洋カープ）。そのため、本球場でナイターを行うことは近鉄の長年の願いだった。

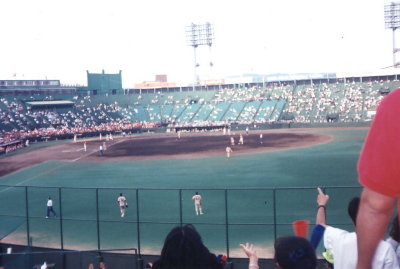
外野席より（1992年撮影）

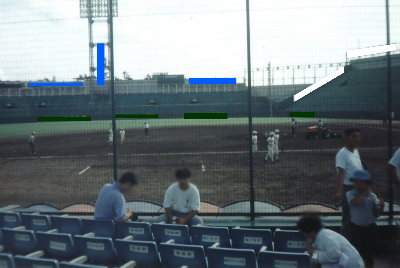
3塁側内野席より（1993年撮影）

1973年2月、それまで万年最下位だったチームが1969年 - 1972年にAクラスを維持したこともあり、親会社である近鉄が球場の大規模改修計画を発表した。内容は土盛りだった外野席にスタンドを建設し、スコアボードを改修するなど本拠地にふさわしい球場とするもので、ナイター設備の設置工事も含まれていたが、これに対して周辺住民が「工事を行うと観客の自動車乗り入れや応援による騒音などナイター公害が発生する」と反発。反対運動が起きるまでに発展した。近鉄は同年7月に工事を着工したが、反対住民は10月に大阪地方裁判所に工事差し止めの仮処分を申請。地裁がこれを認めたため、外野スタンドの建設やスコアボード改修などは完了したものの、ナイター設備は外野の鉄塔部分が完成したところで中断され、そのまま約10年間再開されなかった。
この間に近鉄と反対住民は仲介や調停などを重ねたが、いずれも不調に終わったため、1981年3月に近鉄は大阪地方裁判所に工事差し止めへの異議申し立てを行った。地裁は1983年9月26日、外野スタンド最上段に防音壁を設置すること（三塁側からの写真のライト後方部分にあるのがそれ）や鳴り物入りの応援を禁止することなどを条件としてナイター設備の設置を認めたため、近鉄は同年11月21日に工事を再開。1984年4月6日にナイター設備が完成し、名実ともに本拠地となった。翌1985年には約9億円をかけて球場施設のリニューアルを実施。外野グラウンドを人工芝にしたほか、スタンドの一部改修などが行われ「バファローズ・スタジアム」の愛称が付けられた（1996年には内野にも人工芝を敷設）。この年の夏には初のオールスターゲームも開催された。
1984年の鈴木啓示投手の300勝達成や1989年のリーグ優勝など名勝負を繰り広げたが、1997年に大阪ドームが完成し、チームの本拠地は移転。練習場及び二軍本拠地となり、その後も一軍公式戦が年間で数試合行われたが、1999年10月7日の近鉄対千葉ロッテマリーンズ戦（最終戦）が最後の一軍公式戦となった（この試合では当時セットアッパーで、前年に脳腫瘍の手術をした盛田幸妃が復活登板した）。専用球場としての指定も同年で取り消され、晩年は二軍の試合や高校野球の大阪大会などが主となった。
2004年、近鉄はプロ野球再編問題の当事者となり、同年8月には翌年の春を目途に本球場の閉鎖を検討していることを明らかにした。近鉄はこの直前にも練習場及び二軍本拠地の機能を泉佐野市のりんくうタウンに移転する構想を発表するなど、本球場周辺の再開発に対して強い関心を持っていた。
そして、近鉄とオリックス・ブルーウェーブの合併により、二軍本拠地及び合宿所は兵庫県神戸市のオリックスの施設を継続使用することに決定したほか、本球場の老朽化などを理由に、2005年1月末を以て、球団主催のイベント等が行われないまま本球場は閉鎖された。
日本プロ野球選手会によるストライキが行われた2004年9月には、外野スタンドで近鉄の主力選手によるサイン会が実施された。

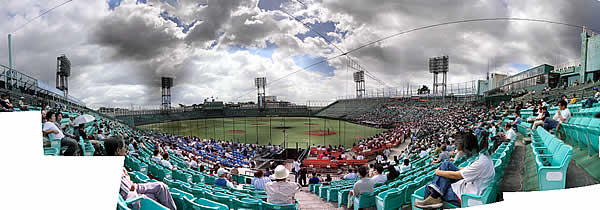
ウエスタンプレーオフ（2004年9月30日撮影）

本球場での最後のプロ野球の試合は2004年9月30日のウエスタン・リーグ優勝決定戦の近鉄対中日戦であった。この試合は前期に近鉄が優勝したために球場最後の試合となったもので、当初から予定されていた試合ではなかった。また、プロ野球選手会によるストライキによって日程が延期され、一軍公式戦終了後のこの日に開催されたため、近鉄としては最後の公式試合となった。試合は中日に敗れたため、宮崎でのファーム日本選手権への出場はならなかったが、球場には球団と球場に別れを惜しむファン約5,000人がつめかけた。
近鉄としての最後の使用は2004年11月6日の秋季練習で、プロ野球での最後の使用は同年11月13日からの東北楽天ゴールデンイーグルスの球団としての初練習であった。これは配下選手が関西に住む元近鉄と元オリックスの選手が中心だったためで、当時ユニフォームのデザインはまだ決まっておらず、真っ白の仮ユニフォームを着ての練習は「まるで高校野球みたいだ」と評された。
なお、2005年6月4日と翌5日に藤井寺市や市民らの主催によって本球場で「藤井寺市民フェスタ」が開催され、鈴木啓示らOB選手の講演や運動会などを行った。7万1千人の参加者を集め、これが実質的な閉鎖イベントとなった。
2006年2月から8月にかけて解体工事が行われ、約77年余りの球場の歴史を終えた。

### 跡地利用
2005年8月4日、近鉄は球場敷地のうち北側約33,000m2を四天王寺学園に売却すると明らかにした。静かな環境を守りたいという地元の意向に配慮して文教施設としての利用に決めたもので、四天王寺学園は小学校の建設と大阪府羽曳野市内にある生涯学習センターを移設すると発表。2009年4月に四天王寺学園小学校（現：四天王寺小学校）が開校し、正門東側には藤井寺市、近畿日本鉄道、四天王寺学園の三者共同による藤井寺球場記念モニュメント「白球の夢」（ブロンズ像、玉野勢三・作）が設置された。その後2014年4月1日に四天王寺学園中学校（現：四天王寺東中学校）、2017年4月1日には四天王寺学園高等学校（現：四天王寺東高等学校）が開校した。
敷地南側約9200m2は丸紅が買取り、大規模マンション「グランスイート藤井寺」を建設。2009年11月に竣工した。

### 日本シリーズの開催
本球場で日本シリーズが開催されたのは1989年で、対戦相手は読売ジャイアンツ（巨人）だった。本球場で開催された第1戦と第2戦は近鉄が勢いに乗って連勝し、東京ドームでの第3戦にも勝利して初の日本一に王手をかけた。しかし、その後巨人に4連敗。第7戦に勝利した藤田元司監督が本球場で胴上げされた。なお、本球場での日本シリーズはこの年が唯一だった。

### アマチュア野球・ソフトボールでの使用
本球場は戦前、戦後を通じてアマチュア野球の舞台でもあり、戦前には関西六大学のリーグ戦や早大と関大との定期戦、学童野球などに使用された。1931年からは全国中等学校優勝野球大会（現：全国高等学校野球選手権大会）の大阪大会の会場の一つとなり、2004年まで使用された。特に1998年からは、それまでの決勝戦会場だった日生球場が閉鎖されたために本球場で決勝戦が行われ、NHK大阪放送局と朝日放送の2局が生中継をした。
1956年から1980年までは全国高等学校軟式野球選手権大会の会場としても使われた。
なお、1946年9月に文部省が日本初のプレーグランドボール（現在のソフトボール）の講習会を本球場で開催した。
また、1994年と1995年には日本女子ソフトボールリーグ決勝ラウンドが開かれた。

### 鳴り物禁止の応援
近隣住民がナイター設備の建設に反対した際、理由として騒音問題を挙げたことからこれ以降、本球場ではラッパや鐘、太鼓など鳴り物による応援が禁止され、これらの持ち込みも規制されたが、これは他の球場には見られないことであった。
しかし、このことはブラスバンドによる応援が盛んな高校野球にとっては支障が大きく、本球場を会場としていた全国高等学校軟式野球選手権大会は1981年以降、共に兵庫県にある県立明石公園第一野球場（現：明石トーカロ球場）と高砂市野球場に開催地を変更した。
なお、オープン戦では阪神タイガースの応援団がトランペットを使用したり、1999年の最後の一軍公式戦においては試合の終盤にトランペットが使用されるなど、いくつかの例外はあった。

## 球場の詳細

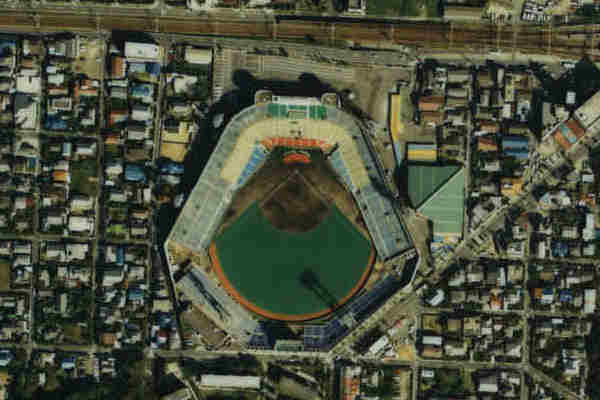
上空から見た藤井寺球場（1985年頃）。本来の六角形のフィールド形状と、後に設けられた円弧状のフェンスの関係がよくわかる。

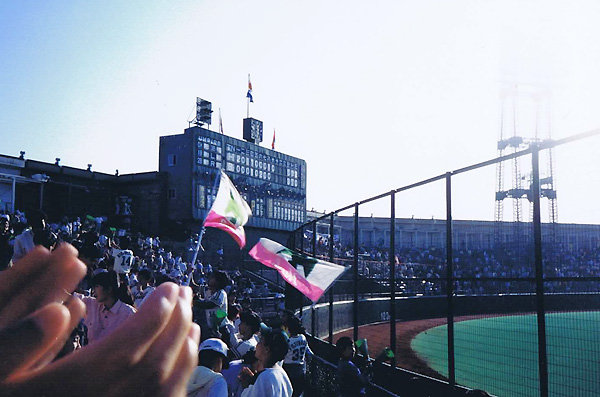
藤井寺球場のスコアボード、レフト側スタンドから撮影（1988年）

グラウンド
元々両翼は97.6m（320ft）あり、日本では珍しいコミスキー・パークのような直線的な外野フェンスを持つフィールド形状であったが、1953年にスタンドとの間に円弧状の第二のフェンス（ラッキーゾーン）を設けたために一般的な扇状となり、両翼は公称91mに縮小された。ただし、1990年代からフェンスに距離の記載がなくなった。
スコアボード
1973年 - 1974年に改装された手回しパネル式のスコアボードを閉場まで使用した。カウントの電光表示はスコアボード中央部にあったが、1985年の改装の際に投手名表示ボードを設置したことに伴ってスコアボード上部へ移設した。LEDボードができる前の1989年までは本塁打が出た場合、スコア表示部分と選手名表示部分の中間に「HomeRun」という電飾文字が入る演出もあった（その後広告が入ったため廃止）。
1993年にホークスの本拠地が福岡ドームに移転したのと、広島市民球場のスコアボードが電光掲示板に改修されたため、本球場のスコアボードは一軍の本拠地球場では最後まで残ったパネル式である。
またナイトゲームに限って、近鉄の選手が本塁打を打った場合と近鉄が勝利した場合は花火がバックスクリーンから噴出された。
LED式メッセージボード
右中間の外野スタンド防音フェンスに設置され、打率・本塁打数、球速などを表示した。
他球場の経過速報板
外野スタンド右翼ポール際にあり、パネル式。
防音フェンス（干渉型防音装置付昇降式防音壁）
外野スタンド後方に高さ5m（うち上部2mは昇降式）、内野・外野スタンド間に高さ14m（うち上部5mは昇降式）、幅35m
球友寮
敷地内のライトスタンド裏にあった大阪近鉄バファローズの選手寮。初代の建物は老朽化が進んだため、2000年10月におよそ4億円の費用をかけて建て替えられた。オリックスとの球団合併後は大阪女子短期大学の教育研修センターとして利用されている。
室内練習場
敷地内の球場東側に隣接。
駐車場
末期まで選手専用の駐車場はなく、一般来場者と共用だった。ある年の開幕戦で先発登板した野茂英雄が駐車場に車を止めたところ、近鉄本社の関係者が来場するため車を移動するよう命じられたことがあり、野茂と近鉄球団の間での確執の一因となった。

### 球場の狭さ
1980年代以降、他球場の大型化が進んだため、本球場は「狭くてホームランが出やすい球場」と言われた。実際、1980年10月3日の近鉄対ロッテ戦では13本の本塁打を記録し、1試合の最多本塁打プロ野球タイ記録となった。

また、1986年8月6日の近鉄対西武ライオンズ戦の8回表には、西武が1イニング6本塁打（西岡良洋-清原和博-石毛宏典-ブコビッチ-秋山幸二-大田卓司）の日本記録を樹立した。

その後高さ2mの外野フェンスの上に高さ3mの金網を設けたが、狭い球場というイメージは払拭できなかった。
近鉄のエースとして活躍した鈴木啓示は通算560被本塁打という記録を持っているが、これは日本プロ野球やMLBを通じて今もなお最多記録である（ただし、当時は同様にグラウンドが狭い日生球場でも主催試合を行っていたのでそれを含んだ数字である）。

### イベント
本球場では昭和30年代に日本プロレスが興行を行ったことがあり、1964年11月6日の興行ではメインイベントでジャイアント馬場、豊登道春、吉村道明が出場した六人タッグマッチが行われた。

## 書籍
- 『藤井寺球場』堀治喜　藤井寺球場プロ野球公式最終戦にスポットを当てたエッセイ。
- 『俺たちの藤井寺バファローズ』B・Bムック